# Црква Преображења Господњег у Араду
Црква Преображења Господњег је православна црква у градском насељу Гај, Арад, Румунија. Припада Епархији темишварској Српске православне цркве.  Једна је од две српске православне цркве у Араду.

## Историја
Старије гајске цркве које су православни Срби градили одмах по досељењу, као нека плетера или брвнара покривена трском на локалитету Тршчара, помиљу се у предању. Од посебног значаја за Гајчане је било то што је арадски епископ Синасије Живановић у 18. веку одредио Гај за своју летњу резиденцију и ту подигао манастир, јер су од тада Гајчани користили манастирску цркву. Након канонске поделе 1864. и формирања румунских епархија, међу којима је Арадска којој остаје манастир, Срби су 1870. године формирали своју црквену општину под јурисдикцијом српске Темишварске епархије. Следеће године су саградили цркву од печене цигле. Зидана на брзину, грађевина је лишеноа посебних украса, нема ни јединственог иконостаса, него су на олтарску преграду прилагођене разне иконе из 18. и 19. века, пренете из других цркава, од којих се неке приписују Стефану Тенецком и Николи Алексићу. Цркву је осветио свештеник Леонтије Петровић из Батање са пуномоћством владике Антонија Нака. Зграда је дорађивана и украшавана током времена према могућностима црквене општине. Значајнији радови на цркви су били 1924. и 1988. године, када је започето, односно завршено зидно сликарство, које су осликали Мита Пекурар из Батање и Никола Шух из Биледа.
Здање је у облику лађе, са полигоналном олтарском апсидом, и торњем. У торњу су смештена четири звона. Најстарије црквене књиге су из 17. века. На северној фасади је постављена мермерна плоча у спомен локалних Срба страдалих у Првом светском рату.

### Слава
Црквена слава се од градње цркве до 1905. није славила. Након смрти пароха Стевана Ђорђевића, у Гај долазе двојица младих свештеника из Батање, чија је жеља била да се обнове православни обичаји, да се почне обележавати црквена слава. У томе се нарочито истицао свештеник Миша Пандуровић. Заједно са председником црквеног Одбора Савом Савиним, одлучују да се уведе светковина црквене славе 19. августа на дан Пребражења Господњег, што је слава која је додељена цркви још од њеног освећења. Кумство је преузео верник Мија Иванов, а при резању колача служио је прота арадски Станко Жупански са свештеницима Мишом Пандуровићем и Корнелијем Адамовићем. Славље се одржало у дворишту Српскге вероисповедне школе из Гаја.
Од 1906. до 1914. године, слава се у Гају обележавала са толико интезитета да се у околини прочуло, те су долазили гости из Арада, Торње, Батање, Печке и других места из Баната. У годинама 1914—1917. била је само служба вечерња уз резање колача и освећење кољива у цркви. Године 1918. после службе и резања колача, српска омладина из Гаја се није удаљавала од цркве, него је остала у црквеној порти, где су се певале народне и родољубиве песме. Почевши од 1919. године, у Гају се црквена слава слави у црквеној порти.

## Иконостас
Од иконостаса приказане су на царским дверима Благовести и четворица јеванђелиста, на бочним Свети Георгије, односно архангел Гаврил, изнад царских двери Тајна вечера, изнад бочних Свети Георгије, односно архиђакон Стефан, престоне иконе Свети Никола, Богородица, Спаситељ и Претеча, централна икона Преображење, бочно са обе стране по две иконе апостола, у луку тематски склоп Распећа и у подножју Крунисање Богородице.